# Monnina marginata
Monnina marginata är en jungfrulinsväxtart som beskrevs av Presl. Monnina marginata ingår i släktet Monnina och familjen jungfrulinsväxter. Inga underarter finns listade i Catalogue of Life.